# Peyrehorade
Peyrehorade là một xã, thuộc tỉnh Landes trong vùng Nouvelle-Aquitaine. Xã này có diện tích 16,11 km², dân số năm 2006 là 3435 người. Xã này nằm ở khu vực có độ cao trung bình 19 mét trên mực nước biển.

## Biến động dân số
| Năm | 1962  | 1968  | 1975  | 1982  | 1990  | 1999  | 2006  |
| --- | ----- | ----- | ----- | ----- | ----- | ----- | ----- |
| Dân số | 2 584 | 2 591 | 2 861 | 3 093 | 3 056 | 3 017 | 3 435 |
| From the year 1962 on: No double counting—residents of multiple communes (e.g. students and military personnel) are counted only once. |       |       |       |       |       |       |       |